# جيفان غاسباريان
جيفان غاسباريان (بالأرمنية: Ջիվան Գասպարյան) (12 أكتوبر 1928 - 6 يوليو 2021)؛ موسيقي، وملحن أرمني. يعزف على الدودوك، وهي آلة نفخ خشبية تُسخدمها الأوركسترا في العروض الأوبرالية. يُعرف غاسباريان باسم «سيد الدودوك».

## روابط خارجية
- جيفان غاسباريان على موقع IMDb (الإنجليزية)
- جيفان غاسباريان على موقع ميوزك برينز (الإنجليزية)
- جيفان غاسباريان على موقع أول ميوزيك (الإنجليزية)
- جيفان غاسباريان على موقع ديسكوغز (الإنجليزية)
- جيفان غاسباريان على موقع قاعدة بيانات الفيلم (الإنجليزية)
- جيفان غاسباريان على موقع كينوبويسك (الروسية)